# Union des écrivains d'Azerbaïdjan
L'Union des écrivains d'Azerbaïdjan (en azéri : Azərbaycan Yazıçılar Birliyi ) est une organisation créative publique d'écrivains, dramaturges, poètes, traducteurs, critiques et autres personnalités littéraires azerbaïdjanais.

## Création
L'Union des écrivains d'Azerbaïdjan a été créée le 13 juin 1934 lors du premier congrès des écrivains azerbaïdjanais à Bakou. Jusque-là, les écrivains azerbaïdjanais travaillaient dans des associations littéraires distinctes. En 1923, quand on voulait unir les écrivains azerbaïdjanais en une seule organisation, plusieurs écrivains ont déclaré dans leur appel qu'ils avaient créé l'Union des écrivains et poètes turcs. Cette union littéraire s'appelait Foudre. La société littéraire Stylos d’ora également été formée à cette époque, rassemblant de jeunes forces littéraires autour d'elle.
Cette société a été fondée le 25 décembre 1925 à Bakou en tant qu'organisation littéraire, unissant les cercles littéraires autour d'elle. La société Stylos d’or organisait souvent des rencontres, des soirées littéraires, des reportages et des manifestations.
Les documents littéraires régulièrement publiés dans la revue Maarif ve Madaniyyat (Instruction et Éducation), les journaux Kommunist et Jeune travailleur, les almanachs Stylos d’or, Flammes d'octobre  et les collections séparées ont servi à promouvoir et à diffuser la littérature.

## Gestion
Début juillet 1927, lors de la première assemblée générale des écrivains azerbaïdjanais, on unit toutes les forces littéraires autour d'une seule organisation.
Après les années de répression, Rasul Rza (1938-1939), Suleyman Rahimov (1939-1940, 1944-1945, 1954-1958), Samad Vurgun (1941-1944, 1945-1948), Mirza Ibrahimov (1948-1954, 1965-1975, 1981-1986),) -Mehdi Huseyn (1958-1965), Imran Gasimov (1975-1981), Ismail Shikhli (1986-1987) sont présidents de l'Union des écrivains d’Azerbaïdjan. Le chef de l'Union des écrivains était également le secrétaire de l'Union des écrivains de l'URSS.
En 1987, Anar, écrivain du peuple, est élu premier secrétaire de l'Union des écrivains d'Azerbaïdjan. Au cours de différentes années le chef de l'Union des écrivains  s'appelait soit président, soit premier secrétaire. Parfois, dans l'Union des écrivains, il y avait à la fois président et premier secrétaire (en fait le premier vice-président). Pendant la troisième présidence de M.Ibrahimov (1981-1986) I. Shikhli était le premier secrétaire. En 1991, au IXe Congrès des écrivains, Anar est élu président et Yusif Samadoglu premier secrétaire de l’Union . Après la mort de Y. Samadoglu, le poète du peuple F. Goja est nommé à ce poste. Au dernier congrès de l'Union des écrivains, Tchingiz Abdullayev, Rashad Majid et Arif Amrahoglu sont élus secrétaires de l'Union.

## Présidents de l'Union des écrivains d'Azerbaïdjan
1. 1934–1936	Mammadkazim Alakbarli
2. 1936–1938	Seyfulla Chamilov
3. 1938–1939	Rasul Rza
4. 1939–1940	Suleyman Rahimov
5. 1941–1944	Samed Vurgun
6. 1944–1945	Suleyman Rahimov
7. 1945–1948	Samed Vurgun
8. 1948–1954	Mirza Ibrahimov
9. 1958–1965	Mehdi Huseyn
10. 1965–1968	Ismayil Chikhly
11. 1970–1986	Mirza Ibrahimov
12. 1975–1981	Imran Gasimov
13. 1981–1987	Ismayil Chikhly
14. 1987–présent Anar Rzayev

Le Journal littéraire est l'organe de l'Union des écrivains. Récemment, un journal mensuel Le Monde de la littérature en russe est publié sur la base de Adabiyyat Gazeti. La collection Gobustan, qui n'était auparavant qu'un organe du ministère de la Culture, n'est désormais publiée que par l'Union des écrivains. En plus de Gobustan, les collections "Littérature du monde", "Pont" et "Traducteur" ont été ajoutées aux magazines traditionnels Azerbaïdjan, Azerbaïdjan littéraire, Ulduz,